# Зедерик
Зедерик (нидерл. Zederik) — бывшая община в провинции Южная Голландия (Нидерланды).

## История
Община Зедерик была образована 1 января 1986 года путём объединения общин Амейде, Хей-эн-Буйкоп, Лербрук, Лексмонд, Ньивланд и Тинховен. 
Своё название община получила в честь проходящего по её территории канала Ауде-Зедерик («Старый Зедерик»).

## Географическое положение
Община расположена на южном берегу реки Лекс, на автомагистрали A27 Утрехт—Бреда, примерно в 25 км к югу от Утрехта. 

## Политика
1 января 2019 года Зедерик объединилась с соседними общинами Леердамом и Вианеном, чтобы сформировать новую общину Вейфхеренланден, которая была отнесена к провинции Утрехт.